# Kamerlingh Onnes (cràter)
Kamerlingh Onnes és un cràter d'impacte de la cara oculta de la Lluna, situat a un diàmetre al nord-oest del cràter Kolhörster. Al nord de Kamerlingh Onnes es troba Shternberg i al nord-oest apareix Weyl.

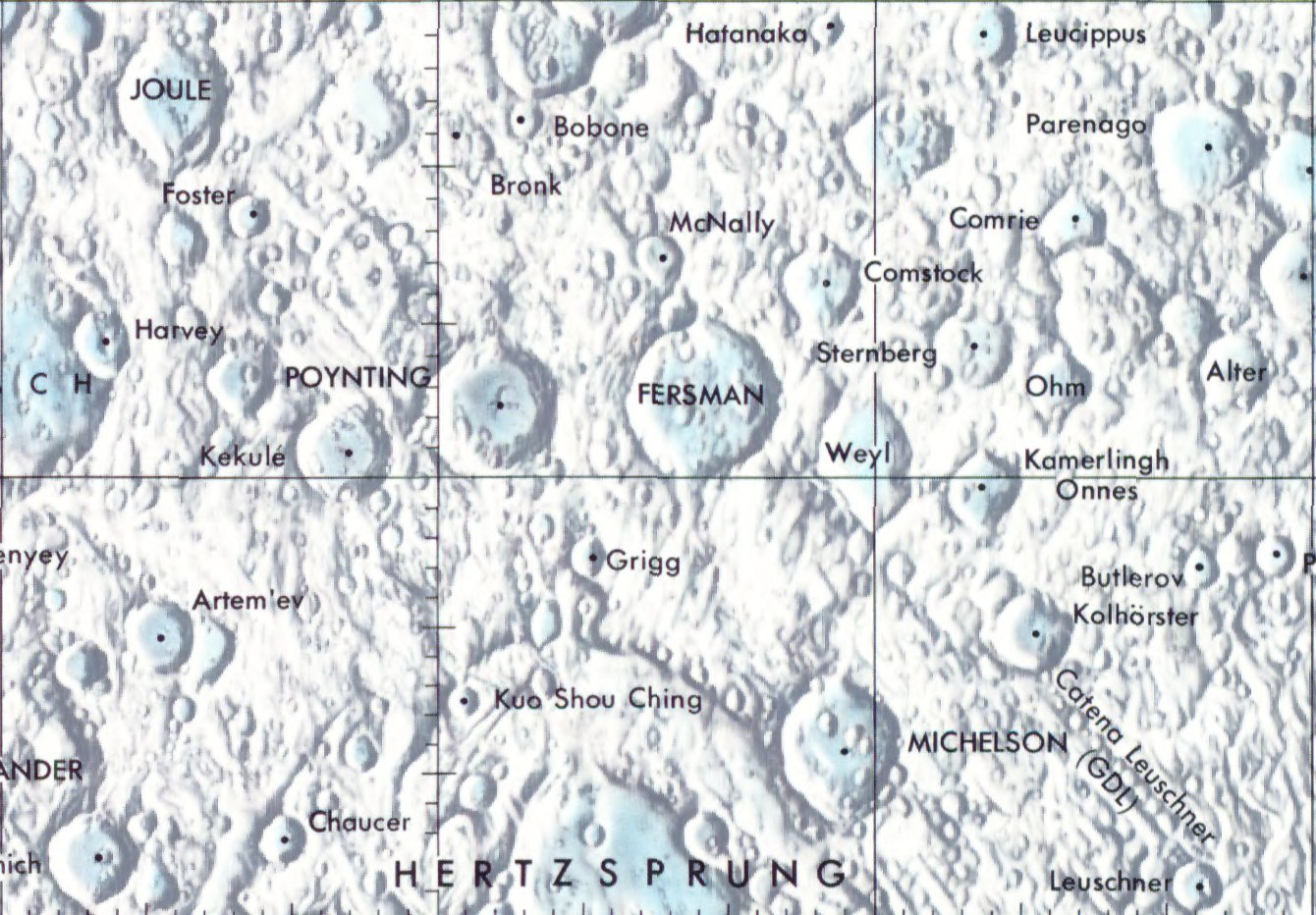
Localització de Kamerlingh Onnes (centre dreta)

Es tracta d'un cràter desgastat i erosionat, lleugerament allargat en l'adreça est-oest i amb una forma una mica ovalada. Una sèrie de petits cràters es troben el seu brocal, particularment en el costat nord. El sòl interior està marcat només per uns petits cràters, i pels traços del sistema de marques radials del cràter Ohm, situat al nord-est.